# Trencar l'enfit
Trencar l'enfit, conegut també com a passar la cinta, passar la llista, medir la cinta, passar o fer la faixa, és un ritual de medicina popular màgico-religiosa practicat ancestralment al País Valencià per a curar o alleugerir l'enfit, empatx o indigestió. Es pot enquadrar en l'àmbit del curanderisme menor o domèstic, atés que les persones iniciades en el ritual, generalment dones, pertanyen a l'entorn familiar o veïnal sense tindre caràcter professional.
El ritual de trencar l'enfit el du a terme una persona experta que mesura el nivell de l'enfit amb l'ajuda d'un mocador o cinta. Per a fer el mesurament, el pacient aguanta un extrem del mocador o cinta a l'altura de l'estómac i la medidora, situada a l'extrem oposat, mesura tres voltes la distància a colzes, al mateix temps que se senya i resa una oració secreta en veu baixa. Esta oració només es pot transmetre en dia sagrat, normalment Dijous o Divendres Sant. Si en el primer mesurament la mà de la medidora arriba a una altura superior a l'estómac, queda establit el diagnòstic. En este cas, es continua mesurant tres voltes durant tres dies consecutius fins a resoldre la malaltia, la qual cosa ocorre quan el mesurament assoleix de nou el punt on el pacient sosté el mocador.